# Eugene Odum
Eugene Pleasants Odum (17 de setembre de 1913 - 10 d'agost de 2002) va ser un biòleg estatunidenc de la Universitat de Geòrgia conegut pel seu treball pioner en l'ecologia d'ecosistemes. Juntament amb el seu germà Howard T. Odum varen escriure un popular manual d'ecologia titulat Fonaments d'Ecologia, publicat el 1953. L'Odum School of Ecology pren el nom en el seu honor.

## Biografia
Era fill del sociòleg Howard W. Odum, i el seu germà, Howard T. Odum va ser també ecòleg. Ell va afirmar que el seu pare li va trametre la idea de contemplar les coses des d'un punt de vista holístic, i a l'hora de triar la seva universitat va considerar que el departament de zoologia de la Universitat d'Illinois era el que millor representava aquesta idea, i hi va obtindre també el seu doctorat.
Després de graduar-se va ingressar a la Universitat de Geòrgia com a professor, l'any 1940. Per influència seva, l'ecologia va ser incorporada al currículum educatiu de la Universitat cap als darrers anys de la dècada dels 40, en una època que molt pocs professors s'adonaven del significat d'aquest terme.
Odum va tenir una important activitat educativa, i va fundar el Institue of Ecology a la Universitat de Georgia. L'any 2007 aquest institut va ser reanomenat Odum School of Ecology (Escola Odum d'Ecologia).

## Treball

### Ecosistemes
A les dècades dels anys 40 i 50 l'ecologia encara no havia estat definida com una disciplina d'estudi independent. Odum tenia la impressió que fins i tot els biòlegs professionals no tenien un grau suficient de formació respecte a les interaccions dels sistèmes ecològics terrestres. Ell doncs va remarcar la importància de l'ecologia com a matèria que habia de tenir un lloc fonamental en l'educació dels biòlegs.

### Ecologisme
Odum no va ser un ecologista promotor de moviments socials, en el sentit que l'hi donem actualment al terme. No obstant en la dedicació del seu llibre Ecology (Ecologia) de 1963 expressa que el seu pare el va inspirar a "buscar relacions mes armonioses entre l'home i la natura."
Cap al 1970, quan es va organitzar el primer Dia de la Terra, la seva concepció de la Terra viva com a conjunt global d'ecosistèmes interconectats va esdevenir un element clau del moviment ecologista que s'ha estès pel món des d'aleshores. No obstant va ser un pensador independent que de vegades va ser amablement crític d'alguns slogans i "conceptes de moda" del moviment ecologista.

## Publicacions
Llibres
- 1939. Variations in the heart rate of birds: a study in physiological ecology

(Variacions en el ritme cardíac dels ocells: un estudi d'ecologia fisiològica)
- 1953. Fundamentals of Ecology. With Howard T. Odum.

(Fonaments d'ecologia, amb Howard T. Odum. Traduit al castellá)
- 1963. Ecology

(Ecologia)
- 1975. Ecology, the link between the natural and the social sciences

(Ecologia, l'enllaç entre les cièncias naturals i socials. Traduit al castellá)
- 1983. Basic Ecology

(Ecologia bàsica)
- 1993. Ecology and Our Endangered Life Support Systems

(Ecologia i el nostre amenazat sistema de soport de la vida. Traduit al castellá)
- 1998. Ecological Vignettes: Ecological Approaches to Dealing with Human Predicament

(Estampas ecològiques: aproximacions ecològiques per tractar dilemes humans)
- 2000. Essence of Place (co-authored with Martha Odum)

(Essència de lloc. Coautora Martha Odum)
Selecció d'artícles
- 1969. The Strategy of Ecosystem Development Arxivat 2014-01-31 a Wayback Machine.

(L'estratègia del desenvolupament d'ecosistèma)
- Comparison of population energy flow of a herbivorous and a deposit-feeding invertebrate in a salt marsh ecosystem (with Alfred E. Smalley)

(Comparació del flux d'energia d'un invertebrat hervibor i un altre alimentat amb residuus en un ecosistéma d'aïguamolls.) (Juntament amb Alfred E. Smalley)